# Sari van Veenendaal
Sari van Veenendaal (* 3. April 1990 in Nieuwegein) ist eine ehemalige niederländische Fußballtorhüterin. Die Torfrau stand von 2015 bis 2019 beim FC Arsenal unter Vertrag und spielte von 2011 bis 2022 für die niederländische Nationalmannschaft. Zuletzt spielt sie für den PSV Eindhoven.

## Werdegang

### Vereine
Sari van Veenendaal begann ihre Karriere beim FC Utrecht als Ersatztorhüterin von Angela Christ. 2010 wechselte sie zum Ligakonkurrenten FC Twente, wurde mit diesem auf Anhieb niederländischer Meister und nahm mit diesem an der UEFA Women’s Champions League 2011/12 teil, scheiterte aber im Sechzehntelfinale mit zwei Niederlagen am russischen Meister FK Rossijanka. Seit der Saison 2012/13 spielt Twente in der neugegründeten BeNe League und wurde 2013 sowie 2014 erneut niederländischer Meister. In der UEFA Women’s Champions League 2013/14 erreichte die Mannschaft als zweitbester Gruppenzweiter das Sechzehntelfinale, scheiterte dort aber durch zwei deutliche Niederlagen (0:6 und 0:4) an Olympique Lyon. Ein Jahr später war die Mannschaft direkt  für das Sechzehntelfinale qualifiziert und traf wieder auf einen französischen Vertreter, diesmal Paris Saint-Germain. Mit 1:2 und 0:1 fielen die Niederlagen diesmal glimpflicher aus. In der Saison 2014/15 wurde hinter dem belgischen Vertreter Standard Lüttich der zweite Platz belegt, womit Twente als niederländischer Meister auch für die UEFA Women’s Champions League 2015/16 qualifiziert ist. Ab der Saison 2015/16 spielte Sari für den FC Arsenal und gewann mit diesem 2017/18, 2015 den Pokal, 2015 und 2017/18 den Liga-Pokal sowie 2018/19 die Meisterschaft. Zur Saison 2019/20 wechselte sie zum spanischen Meister Atlético Madrid. In Spanien kam sie in etwa der Hälfte der ausgetragenen Ligaspiele zum Einsatz. Die wegen der COVID-19-Pandemie abgebrochene Saison endete für Atlético mit der Vizemeisterschaft.  In der UEFA Women’s Champions League 2019/20 kam sie in den vier Sechzehntel- und Achtelfinalspielen vor der Corona-Pause zum Einsatz. Da sie im Juli 2020 in ihre Heimat zurückkehrte und für PSV Eindhoven spielt, konnte sie in der Finalrunde der Champions League, die wegen der Pandemie in den August verschoben wurde, nicht mehr eingesetzt werden. Atlético schied dort im Viertelfinale gegen den Ligakonkurrenten und neuen spanische Meister FC Barcelona aus.
Mit PSV gewann sie 2020/21 zum dritten Mal den niederländischen Pokal. In der UEFA Women’s Champions League 2020/21 verlor sie mit PSV im Sechzehntelfinale zweimal mit 1:4 gegen den späteren Sieger FC Barcelona. Die Saison 2020/21 der Eredivisie schlossen sie als Vizemeister ab. In der Qualifikation zur UEFA Women’s Champions League 2021/22 konnte sie mit PSV zwar zunächst mit 3:1 gegen Lokomotive Moskau gewinnen, sie verloren dann aber mit 1:3 gegen den Arsenal Women FC.

### Nationalmannschaft
Ihr erstes Länderspiel in der Nationalmannschaft absolvierte sie am 7. März 2011 gegen  die Schweiz beim Zypern-Cup 2011. Sie wurde auch für die EM 2013 nominiert, dort aber nicht eingesetzt.  Im März 2014 wurde sie in drei Spielen beim Zypern-Cup 2014 eingesetzt, u. a. dem Spiel um Platz 9 gegen die Schweiz. In der Qualifikation für die WM 2015 kam sie im April 2014 zu zwei Einsätzen beim 6:0 gegen Griechenland und beim 10:1 gegen Albanien. Am 27. November 2014 qualifizierte sich die Mannschaft durch ein 2:1 im Playoff-Rückspiel in Italien erstmals für die WM der Frauen. Sie gehört auch zum Kader für den Zypern-Cup 2015, wurde aber nur beim 0:0 gegen Finnland eingesetzt.
Am 15. April 2015 wurde sie zunächst als eine von fünf Torhüterinnen in den vorläufigen Kader für die WM 2015 berufen und dann auch am 10. Mai in den endgültigen Kader. Sari, die 10 cm größer ist als die beiden anderen Torhüterinnen, galt aber nur als dritte Torhüterin. Bei der WM kam sie im Gruppenspiel gegen China zum Einsatz, das mit 0:1 verloren wurde. Die Niederländerinnen erreichten aber das Achtelfinale, wo sie mit 1:2 gegen Titelverteidiger Japan verloren.
Danach wurde sie zunehmend häufiger eingesetzt, bei der EM 2017 in ihrer Heimat war sie Stammtorhüterin und gewann mit ihrer Mannschaft erstmals den Titel. In der anschließenden Qualifikation für die WM 2019 wurde sie in sieben der acht Gruppenspiele eingesetzt und blieb dabei sechsmal ohne Gegentor. Nur beim 1:2 gegen Norwegen kassierte sie zwei Gegentore, so dass Platz 1 an die Norwegerinnen ging und die Niederländerinnen in die Playoffs mussten. In diesen stand dann aber Loes Geurts im Tor und verhalf ihrer Mannschaft noch zum WM-Ticket. Am 10. April 2019 wurden dann beide für die WM nominiert.  Bei der WM stand aber nur van Veenendaal – und zwar als Kapitänin – im Tor, blieb dreimal ohne Gegentor und musste sich am Ende nur Titelverteidiger USA geschlagen geben. Sie blieb aber als einzige gegnerische Torhüterin der USA in der ersten Halbzeit ohne Gegentor und wurde anschließend als beste Torhüterin des Turniers mit dem „Goldenen Handschuh“ ausgezeichnet. Bereits mit dem Halbfinaleinzug hatten sich die Niederländerinnen erstmals für die Olympischen Spiele qualifiziert.
In der Qualifikation für die EM 2022 wurde sie nur im letzten Spiel, als die Qualifikation schon feststand nicht eingesetzt.
Bei den wegen der COVID-19-Pandemie um ein Jahr verschobenen Olympischen Spielen 2020 in Tokio wurde sie in den drei Gruppenspielen und im Viertelfinale gegen die USA eingesetzt, das mit 2:4 im Elfmeterschießen verloren wurde. Auch in den ersten sieben Spielen der laufenden Qualifikation für die WM 2023 wurde sie immer eingesetzt.
Am 31. Mai wurde sie für die EM-Endrunde 2022 nominiert. Beim ersten Spiel gegen Schweden verletzte sich van Veenendaal allerdings bei einem Zusammenstoß an der Schulter und musste ausgewechselt werden. Für sie war das Turnier damit beendet. Als dritte Torhüterin wurde Jacintha Weimar nachnominiert.
Sari van Veenendaal gab Ende Juli 2022 ihren sofortigen Rücktritt vom aktiven Fußball bekannt. Schon vor der EM hatte sie sich zu diesem Schritt entschlossen.
Sie ist eine der Botschafterinnen der Gemeinschaftsbewerbung des belgischen, deutschen und niederländischen Verbandes um die WM 2027.

## Erfolge
Nationalmannschaft
- 2017: Europameisterin
- 2018: Algarve-Cup-Sieg (zusammen mit Schweden[14])
- 2019: Vizeweltmeisterin

Vereine;
- Niederländische Meisterin 2011, 2013, 2014 und 2015
- Niederländische Pokalsiegerin: 2009/10, 2014/15, 2020/21
- Englische Pokalsiegerin: 2015/16
- Englische Liga-Pokalsiegerin: 2015, 2017/18
- Englische Meisterin: 2018/19

## Auszeichnungen
- IFFHS-Welttorhüterin des Jahres: 2019
- FIFA-Welttorhüter des Jahres: 2019
- Aufnahme ins „UEFA Team of the Tournament“ der EM 2017[15]
- „Goldener Handschuh“ bei der WM 2019